# George Lippard
Pour les articles homonymes, voir Lippard.
George Lippard, né le 10 avril 1822 à West Nantmeal Township en Pennsylvanie et mort le 9 février 1854 à Philadelphie, est un romancier et dramaturge américain, ami d'Edgar Allan Poe.

## Œuvres
- Philippe de Agramont (1842)
- Adrian, the Neophyte (1843)
- The Battle-Day of Germantown (1843)
- Herbert Tracy; or, The Legend of the Black Rangers. A Romance of the Battle-field of Germantown (1844)
- The Ladye Annabel; or, The Doom of the Poisoner. A Romance by an Unknown Author (1844)
- The Quaker City; or, The Monks of Monk Hall (1844)
- Blanche of Brandywine (1846)
- The Nazarene; or, The Last of Washington (1846)
- The Rose of Wissahikon; or, The Fourth of July, 1776. A Romance, Embracing the Secret History of the Declaration of Independence (1847)
- Washington and His Generals; or, Legends of the Revolution (1847)
- Legends of Mexico (1847)
- Bel of Prairie Eden: A Romance of Mexico (1848)
- Paul Ardenheim, the Monk of Wissahikon (1848)
- Memoirs of a Preacher: A Revelation of the Church and the Home (1849)
- The Man with the Mask: A Sequel to the Memoirs of a Preacher. A Revelation of the Church and the Home (1849)
- Washington and His Men: A New Series of Legends of the Revolution (1850)
- The Killers: A Narrative of Real Life in Philadelphia By a Member of the Philadelphia Bar (1850)
- The Author Hero of the American Revolution
- The Bank Director's Son (1851)
- Adonai, the Pilgrim of Eternity (1851)
- Mysteries of the Pulpit; or, A Revelation of the Church and the Home (1851)
- Thomas Paine, Author-Soldier of the American Revolution (1852)
- The Midnight Queen; or Leaves from New York Life (1853)